# Matinée de Septembre
Matinée de Septembre (Manhã de Setembro) é uma pintura em óleo sobre tela do pintor francês Paul Émile Chabas, datada de 1911, que causou polémica na sua época. Pintada ao longo de vários Verões, mostra uma rapariga nua, de pé, nas águas pouco profundas de um lago, iluminada pelo sol da manhã. Ela está ligeiramente inclinada para a frente, numa posição ambígua, postura que tem sido interpretada como protegendo a sua intimidade, estando com frio, ou lavando-se com uma esponja. Também tem sido considerada uma pose pouco inocente que deu origem a uma "fetichização da inocência".
A pintura foi exibida pela primeira vez no Salão de Paris de 1912 e, apesar da identidade do seu primeiro proprietário não seja clara, é certo que Leon Mantashev a adquiriu no final de 1913. Foi levada para a Rússia e, no rescaldo da Revolução de Outubro de 1917, pensou-se que tinha desaparecido. Matinée de Septembre reapareceu em 1935 na colecção de Calouste Gulbenkian, e após a sua morte em 1955, foi vendida a um comerciante de Filadélfia, que a doou anonimamente ao Metropolitan Museum of Art em 1957.
De 1913 em diante, as reproduções da pintura causaram controvérsia nos Estados Unidos. Um negociador de arte de Chicago foi acusado de indecência, e outro em Nova Iorque foi perseguido por Anthony Comstock, um defensor dos bons-costumes, após ambos terem exibido a pintura. Nos anos seguintes, a obra foi reproduzida em várias formas, incluindo calendários, enquanto a censura e a arte eram tema de discussão nos jornais. A pintura de Chabas inspirou músicas, peças de teatro e filmes; foram vendidas cerca de sete milhões de reproduções, apesar de Chabas – que não registou os direitos de autor da sua pintura – não ter recebido qualquer contrapartida financeira da mesma.
Embora várias mulheres terem alegado serem o modelo de Matinée de Septembre, Chabas nunca revelou a sua identidade. Ele descreveu o trabalho como "tudo o que sei sobre pintura", e respondia afirmativamente quando lhe perguntavam se aquela era a sua obra-prima. Escritores mais recentes, contudo, descreveram a pintura como sendo kitsch, apenas com o valor de uma peça histórica.